# Шарлот
Шарлот (енгл. Charlotte) је највећи град у америчкој савезној држави Северна Каролина. Број становника по попису из 2010. године је 731.424.

## Демографија
По попису из 2010. године број становника је 731.424, што је 190.596 (35,2%) становника више него 2000. године.
|                   | 2010.            | 2000.            |
| Укупно            | 731 424 (100,0%) | 540 828 (100,0%) |
| Белци             | 329 545 (45,06%) | 297 845 (55,07%) |
| Афроамериканци    | 256 241 (35,03%) | 176 964 (32,72%) |
| Хиспаноамериканци | 95 688 (13,08%)  | 39 800 (7,359%)  |
| Азијати           | 36 403 (4,977%)  | 18 418 (3,406%)  |
| Остали            | 13 547 (1,852%)  | 7 801 (1,442%)   |

## Партнерски градови
- Арекипа
- Крефелд
- Баодинг
- Вороњеж
- Лимож
- Вроцлав
- Кумаси
- Хадера
- Манаус